# Liste des souverains du Vannetais
Le royaume fondé par les Bretons dans le Vannetais prit le nom de Bro Waroch (Broërec ou Broërec'h, pays de Waroch ou Guerec'h) d'après Waroch qui régna à la fin du VIe siècle. L'histoire de ses chefs est essentiellement connue par Grégoire de Tours qui évoque leurs luttes contre les rois Francs au VIe siècle. Les premiers souverains attestés du Bro Waroch ont reçu souvent la dénomination de comtes des Bretons.
Le comté de Vannes semble disparaître après la mort de Rudalt en 913 et les invasions normandes du début du Xe siècle. Orscand, évêque de Vannes en 970 et descendant d'Alain le Grand, roi de Bretagne, contrôle « de facto » le Vannetais pour le compte de son allié Conan Ier de Bretagne, comte de Rennes. Le territoire du Vannetais est alors en grande partie rattaché au domaine ducal sous le règne du « Princeps Britannorum », Conan Ier de Bretagne.

## Liste des souverains de Vannes

### Rois armoricains de Vannes et du pays des Vénètes
| Règne               | Titulaire          | Notes |
| ------------------- | ------------------ | --- |
| v.IVe et Ve siècles | Caradoc Freichfras | Roi semi-légendaire du Gwent et de Vannes inclus dans les Chevaliers de la Table Ronde, selon la Matière de Bretagne. |
| v.490               | Eusèbe             | Roi de Vannes et du Haut-Vannetais                                                                                    |

### Souverains bretons de Vannes et du Bro Waroch
| Règne          | Titulaire | Notes                                        |
| -------------- | --------- | -------------------------------------------- |
| v.550 à v.560  | Canao Ier | Comte des Bretons règnant sur le Vannetais   |
| v.560 à v. 577 | Macliau   | Frère de Canao Ier - ancien évêque de Vannes |
| v.577 à v.594  | Waroch    | Fils du précédent                            |
| v.594          | Canao II  | Fils du précédent                            |

### Comtes (francs & bretons ) de Vannes
| Règne     | Titulaire            | Notes                                                                                             |
| --------- | -------------------- | ------------------------------------------------------------------------------------------------- |
| 799 à 813 | Frodoald             | Frère de Guy de Nantes - widonide                                                                 |
| 813 à 831 | Gui II               | Fils du précédent                                                                                 |
| 831 à 851 | Nominoë              | Tad ar Vro - Père de la Patrie                                                                    |
| 865 à 877 | Pascweten            | Gendre du roi Salomon - comte de Nantes en 870 - prétendant au trône de Bretagne                  |
| 877 à 907 | Alain Ier - Le Grand | Comte de Nantes en 877 - Roi des Bretons sous le nom d'Alain le Grand.                            |
| 907 à 913 | Rudalt               | Fils du précédent                                                                                 |
| v. 970    | Orscand              | Evêque de Vannes - contrôle le Vannetais pour le compte de Conan Ier de Bretagne, comte de Rennes |

Le comté de Vannes fut ensuite intégré au domaine ducal sous le règne de Conan Ier de Bretagne.

### Sources
- Arthur de La Borderie, Histoire de Bretagne, tome 1 page 580.
- Prudence Guillaume Roujoux (baron de), Histoire des rois et des ducs de Bretagne, Volume 1, 1828
- Grégoire de Tours, Histoire des Francs, tomes 1 et 2, Les Belles Lettres, Denoël, 3e édition (1974).
- Bertrand Frélaut, Histoire de Vannes, Éditions Jean-Paul Gisserot.
- Théophraste Renaudot, Gazette de France, tome 2.
- Jean Leguay (sous la direction de) Histoire de Vannes et de sa région Édition Pivat Toulouse (1988)  (ISBN 27089 8272 9)
- Léon Levillain « La Marche de Bretagne, ses marquis et ses comtes » dans : Annales de Bretagne. Tome 58, numéro 1, 1951. p. 89-117.